# Култура Ансилта
Културата Ансилта е аборигенна археологическа култура, съществуваща през периода от 1800 г. пр.н.е. до 500 г. в района на Ансилта – част от аржентинските Анди, днес в аржентинската провинция Сан Хуан, по хълмовете и долините източно от планинската верига. Непрекъснатото ѝ съществуване в продължение на повече от 2000 години прави тази култура една от най-забележителните в предколумбовата история на Америка.
Съдейки по находките в пещерите, носителите на културата Ансилта идват на територията на съвременна Аржентина от Перу през Чили. Те са преимуществено ловци на гуанако и дребни животни, събират птичи яйца и плодове. Селското стопанство е слабо развито, тъй като Ансилта обитават райони със сух климат, но около 500 г., към края на съществуването на културата, започва култивирането на царевица, тикви и фасул.
Предполага се, че представителите на тази култура са живели в естествени пещери или в конични колиби. Погребвали мъртвите в пещерите и в могили, покрити с големи камъни.
Запазена до днес е мумия, открита в пещерата Gruta de Morrillos, в провинция Сан Хуан, на човек с тъмна кожа и права коса, широко чело, изпъкнали скули, силни, но не прекалено големи челюсти. На ръст починалият е бил нисък, не повече от 160 см.